# Mandelgave

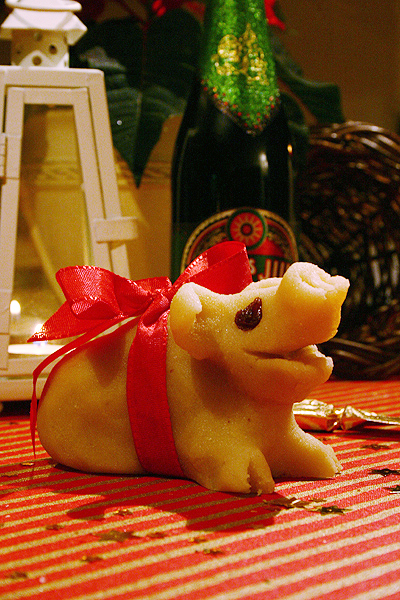
Świnka z marcepanu – typowy „migdałowy podarunek”

Mandelgave – w duńskiej tradycji bożonarodzeniowej „migdałowy podarunek”.
Jedną z tradycyjnych duńskich potraw bożonarodzeniowych jest risalamande, rodzaj budyniu ryżowego z bitą śmietaną i posiekanymi migdałami, podawanym z czerwonym sosem owocowym, zazwyczaj z czereśni.
Z tą potrawą związana jest tradycja „migdałowego podarunku” – osoba, która w swojej porcji znajdzie cały migdał, dostaje mały upominek. Dawniej była to zazwyczaj marcepanowa świnka. Kiedy nie udało znaleźć się migdała, ponieważ najprawdopodobniej został przy zbyt łapczywym spożywaniu potrawy zjedzony, rozdzielano świnkę między wszystkich obecnych przy stole. Teraz dba się o to, by to najmłodsi znajdowali migdał w swoim talerzu, po czym dostają w prezencie zabawkę.